# Isoodon peninsulae
Isoodon peninsulae (кейпйоркський коричневий бандикут) — вид сумчастих із родини бандикутових (Peramelidae).

## Таксономія
Оригінальна назва таксону: Isoodon peninsulae J. E. Gray, 1841. Потім вид вважали підвидом I. obesulus, від якого зрештою був відділений за результатами філогенетичних досліджень.

## Ареал
Ендемік півострову Кейп-Йорк на півночі Австралії.
Вид найбільш поширений на більш сухому кінці градієнта опадів. Переважні місця проживання у відкритих лісах — із великою кількістю трав'янистих дерев (Xanthorrhoea johnsonii) та високим чагарником у підліску. Вид уникає ділянки з високим і щільним трав'яним шаром у поєднанні з високим підстилковим покривом. Отже, I. peninsulae не поділяли своє середовище проживання з I. macrourus, хоча середовище існування здавалося придатним для останнього. Потрібні додаткові дослідження, щоб оцінити причини різних уподобань серед географічно симпатричних видів.

## Спосіб життя
Це всеїдно-комахоїдний вид. Коріння є найважливішою рослинною їжею. Трава, плоди й гриби також споживаються, але в невеликих кількостях.